# رص البضائع
رَصّ البضائع أو كما تقول العامة التستيف هو إيداع البضائع وستفها في عنبر السفينة أو خزان أو طائرة. يشير مصطلح تخطيط الرص في شحن الحاويات إلى ترتيب الحاويات على متن سفينة الحاويات. يتضمن تستيف سفينة الحاويات أهدافًا مختلفة مثل تحسين المساحة المتاحة ومنع تلف البضائع والأهم تقليل الوقت الذي تقضيه السفينة في الميناء. تُرَتَّب الحاويات وفقًا:
- لوجهاتها (توضع الحاويات التي ستفرغ الموانئ الأولى في الأعلى)
- ووزن البضائع (تخزن الحاويات الأخف وزنًا فوق الحاويات الثقيلة)
- طبيعة البضائع (توضع حاويات البضائع الخطرة عادةً في نهاية السفينة وعلى السطح العلوي لتقليل الخسارة في حالة نشوب حريق أو تسرب)

كان قبطان السفينة في الماضي يقوم بهذه العملية بناءً على خبرته فقط. أما اليوم ، فأصبحت العملية آلية مؤتمتة مع برامج التحسين. 